# Dehaasia lancifolia
Dehaasia lancifolia là loài thực vật có hoa trong họ Nguyệt quế. Loài này được Ridl. miêu tả khoa học đầu tiên năm 1908.